# 브래들리 바르콜라
브래들리 바르콜라 (Bradley Barcola, 2002년 9월 2일 ~ )는 프랑스의 축구 선수로 현재 프랑스 리그 1의 파리 생제르맹에서 윙어로 뛰고 있다.

## 국가대표 경력
- 2024 UEFA 유로

## 출전 통계
| 클럽          | 시즌    | 출전 | 득점 |
| ------------- | ------- | ---- | ---- |
| 올랭피크 리옹 | 2021-22 | 13   | 0    |
| 올랭피크 리옹 | 2022-23 | 31   | 7    |
| 올랭피크 리옹 | 2023-24 | 3    | 0    |
| 파리 생제르맹 | 2023-24 | 39   | 5    |
| 파리 생제르맹 | 2024-25 | 64   | 21   |

## 수상

#### 파리 생제르맹
- 리그 1 : 2023-24, 2024-25
- 쿠프 드 프랑스 : 2023-24, 2024-25
- 트로페 데 샹피옹 : 2023, 2024
- UEFA 챔피언스리그 : 2024-25

### 개인
- 리그 1 올해의 팀 : 2024-25
- 리그 1 이 달의 선수 : 2024년 9월